# سیارک ۱۸۳۵۹
سیارک ۱۸۳۵۹ (به انگلیسی: 18359 Jakobstaude، نامگذاری:1990TL7) هجده هزار و سیصد و پنجاه و نهمین سیارک کشف شده‌است که در ۱۳ اکتبر ۱۹۹۰ کشف شد.
قدر مطلق سیارک برابر ۱۵.۵ است.